# Галата (кула)
Вижте пояснителната страница за други значения на Галата.
Кулата Галата (на турски: Galata Kulesi), официално Музей Кулата Галата (на турски: Galata Kulesi Müzesi), е стара генуезка кула в частта Галата на район Бейоглу в Истанбул, Турция. Построена като наблюдателна кула в най-високата точка на (изгубените) стени на Галата, кулата сега е изложбено пространство и музей и символ на Бейоглу и Истанбул.

## История
През византийския период император Юстиниан издига кула в това, което ще стане Галата. Тази кула е разрушена по време на Четвъртия кръстоносен поход през 1204 г.
През 1267 г. е създадена генуезка колония в Галатската част на Константинопол. Тя е заобиколена от стени и кулата Галата е построена за първи път в най-високата си точка като Christea Turris (Кулата на Христос) в романски стил през 1348 г. по време на разширяване на колонията. По това време кулата Галата, на 66,9 м, е най-високата сграда в града.
След турското завладяване на Константинопол през 1453 г., генуезката колония е премахната и стените са съборени. Кулата оцелява и е превърната в затвор. Именно от неговия покрив през 1638 г. Хезарфен Ахмед Челеби се предполага, че е сложил крила и е направил първия междуконтинентален полет, кацайки на площад Доанджълар в Юскюдар в азиатската част на града, история със съмнителна автентичност, разказана от османския пътеписец Евлия Челеби.
От 1717 г. османците използват кулата, за да се грижат за пожари (от страната на Стария Истанбул кулата Беязит е изпълнявала същата функция). През 1794 г., по време на управлението на султан Селим III, покривът е подсилен с олово и дърво, но стълбите са сериозно повредени от пожар. Друг пожар поврежда сградата през 1831 г., след което се извършват допълнителни реставрационни работи.
През 1875 г. коничният покрив на кулата е разрушен по време на буря. Той остава без този покрив до края на османския период, но много години по-късно, по време на реставрационни работи между 1965 и 1967 г., коничният покрив е реконструиран. В същото време дървеният интериор на кулата е заменен с бетонна конструкция и тя е отворена за обществеността.
През 2020 г. кулата е спорно реставрирана, след което отново е отворена като музей.
Тя е популярна главно заради 360-градусовата гледка към Истанбул, която се вижда от палубата за наблюдение.

## Размери
Девететажната кула е висока 62,59 м без орнамента на върха. Наблюдателната площадка е на 51,65 м. Кулата е на 61 м над морското равнище. Има външен диаметър от 16,45 м в основата, вътрешен диаметър от 8,95 м и стени с дебелина 3,75 м.

## Галерия
- Кулата Галата по Кристофоро Буонделмонти, 1420-те или 1430-те
- Кулата Галата по Кристофоро Буонделмонти, края на 1480-те
- Кулата Галата и Пера от Матракчъ Насух, 1537 г.
- Кулата Галата и Пера от Жером Mорон, 1544 г.
- Кулата Галата от Пол Лукас, 1720 г.
- Кулата Галата от Козимо Комидас, 1794 г.
- Кулата Галата от Антоан Игнас Мелинг, 1819 г.
- Кулата Галата от Августин Франсоа Льометр, 1840 г.
- Кулата Галата от Иван Айвазовски, 1846 г.
- Принт от албум на кулата Галата от Паскал Себа, между 1875 и 1886 г.
- Кулата Галата през нощта